# Dzierzążnia (gemeente)
De gemeente Dzierzążnia is een landgemeente in het Poolse woiwodschap Mazovië, in powiat Płoński.
De zetel van de gemeente is in Dzierzążnia.
Op 30 juni 2004 telde de gemeente 3935 inwoners.

## Oppervlakte gegevens
In 2002 bedroeg de totale oppervlakte van gemeente Dzierzążnia 102,1 km², waarvan:
- agrarisch gebied: 92%
- bossen: 2%

De gemeente beslaat 7,38% van de totale oppervlakte van de powiat.

## Demografie
Stand op 30 juni 2004:
| Omschrijving                   | Totaal | Totaal | Vrouwen | Vrouwen | Mannen | Mannen |
| ------------------------------ | ------ | ------ | ------- | ------- | ------ | ------ |
| eenheid                        | aantal | %      | aantal  | %       | aantal | %      |
| inwoners                       | 3935   | 100    | 1927    | 49      | 2008   | 51     |
| bevolkingsdichtheid (inw./km²) | 38,5   | 38,5   | 18,9    | 18,9    | 19,7   | 19,7   |

In 2002 bedroeg het gemiddelde inkomen per inwoner 1252,48 zł.

## Plaatsen
Błomino-Gule, Błomino Gumowskie, Błomino-Jeże, Chrościn, Cumino, Dzierzążnia, Gumowo, Kadłubowo, Korytowo, Kucice, Niwa, Nowa Dzierzążnia, Nowe Gumino, Nowe Kucice, Nowe Sarnowo, Pluskocin, Podmarszczyn, Pomianowo, Przemkowo, Rakowo, Sadkowo, Sarnowo-Góry, Siekluki, Skołatowo, Starczewo-Pobodze, Starczewo Wielkie, Stare Gumino, Wierzbica Pańska, Wierzbica Szlachecka, Wilamowice.

## Aangrenzende gemeenten
Baboszewo, Bulkowo, Naruszewo, Płońsk, Staroźreby